# Cocktailsaus

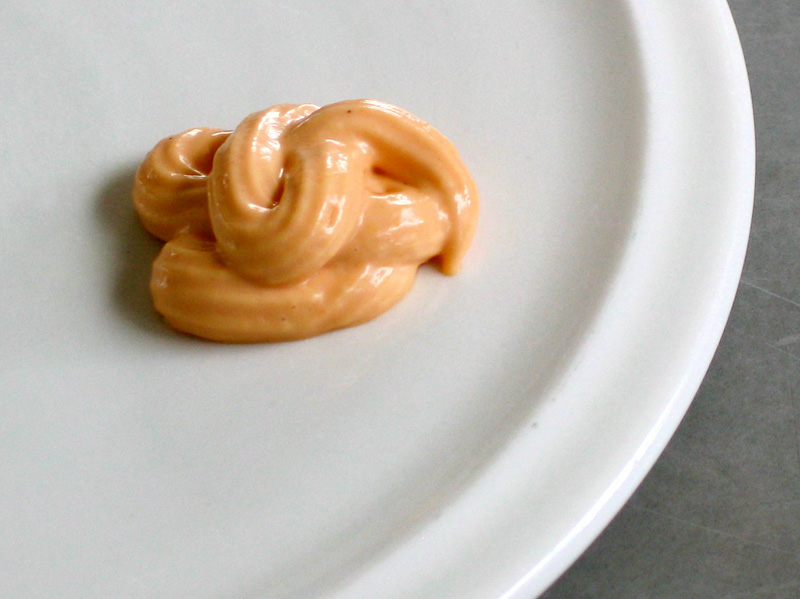
Cocktailsaus

Cocktailsaus is een saus op basis van mayonaise.
Van oudsher begeleidde deze saus een culinaire cocktail, zoals een garnalencocktail of een krabcocktail. Verdere ingrediënten zijn lobbig geslagen ongezoete room, ketchup, paprikapoeder, sherry, cognac, gembersiroop, citroensap, peper en zout. De paprikapoeder moet worden opgelost in de sherry om korrelvorming in de saus te voorkomen. De whisky-cocktailsaus is een variatie op de cocktailsaus. De cognac wordt dan vervangen door whisky.